# Ludwik Kowalski (fizyk)
Ludwik Kowalski (ur. 1931) – polsko-amerykański fizyk jądrowy, antykomunistyczny pisarz, nauczyciel akademicki, profesor Uniwersytetu w Montclair (New Jersey).

## Życiorys
Urodził się w Polsce w rodzinie żydowskiej jako syn inżyniera Marka Kowalskiego (właściwie: Mark Isakovich) i pielęgniarki Haliny. W 1932 jego rodzice, członkowie Komunistycznej Partii Polski zdecydowali się na emigrację do ZSRR. Podjęli pracę w Moskwie. Ojciec został aresztowany w 1938 jako wróg ludu w ramach wielkiej czystki i nigdy nie wrócił. Stracili mieszkanie i zamieszkali w szpitalu. Przeprowadzili się do Dedeniewa (ok. 50 km na północ od Moskwy), gdzie jego matka pracowała w domu opieki. W szkole podstawowej wstąpił do organizacji komunistycznej. Dowiedział się, że jego ojciec zmarł w syberyjskim obozie jakieś dwa lata później (w 1940 roku w wieku 36 lat).

### II wojna światowa
W czerwcu 1941 po ataku III Rzeszy na Związek Radziecki, Armia Czerwona wycofała się z Dedeniewa. Armia niemiecka zatrzymała się w pobliskiej miejscowości Jachroma i rozpoczęła bombardowanie Dedeniewa, zabijając wielu mieszkańców. Przeżył ten okres ukrywając się w piwnicy starego kościoła, gdzie chłopi przechowywali warzywa z kołchozów. W 1943 matka została pielęgniarką w polskim sierocińcu pod Moskwą, a on kontynuował naukę w szkole podstawowej (m.in. języka polskiego).

### Powrót do Polski
W 1946 sierociniec przeniesiono do Warszawy i połączono z sierocińcem Nasz Dom. Matka kontynuowała pracę pielęgniarki, a on skończył gimnazjum. Matka wstąpiła do Polskiej Partii Robotniczej, a on do Związku Młodzieży Polskiej. Studiował w warszawskim Instytucie Politechnicznym i wstąpił w szeregi Polskiej Zjednoczonej Partii Robotniczej. Jako inżynier specjalizował się w elektromedycynie. Nauczył się projektować narzędzia elektryczne dla lekarzy. Uzyskał dyplom studiów podyplomowych na podstawie badań w warszawskim Instytucie Radowym.

### Praca we Francji
W 1956 jego wniosek o pracę w laboratorium nuklearnym w ZSRR został odrzucony, więc udał się do Paryża, gdzie mieszkała siostra jego ojca. Miał nadzieję, że będzie mógł kontynuować studia doktoranckie we Francji. Pisemna rekomendacja od Cezarego Pawłowskiego (dyrektor Instytutu Radowego i były asystent Marii Skłodowskiej-Curie) pomogła mu dołączyć do laboratorium Frédéric Joliot-Curie, gdzie pracował przez następne siedem lat. W 1963 po uzyskaniu doktoratu z fizyki na Sorbonie, powrócił do Polski do pracy w akademickim laboratorium badawczym.

### Praca w USA
W 1964 uczestniczył w konferencji naukowej w Stanach Zjednoczonych i pozostał tam na stałe zostając współpracownikiem prof. Jacka Millera na wydziale Chemii Uniwersytetu Columbia.
W 1969 rozpoczął 35-letnią karierę profesora i badacza fizyki na Uniwersytecie w Montclair (New Jersey). Przeszedł na emeryturę w 2004 roku, ale kontynuuje badania. 
W styczniu 2011 roku Instytut Hoovera udostępnił jego zarchiwizowane oryginalne pamiętniki (w języku polskim), osobiste dokumenty i fotografie. W pamiętniku pisanym w latach 1946-2004 w ZSRR, Polsce, Francji i USA opisuje swoją ewolucję wewnętrzną od wiernego Stalinowi komunisty do aktywnego antykomunisty.

## Publikacje
Autor i współautor prawie 100 artykułów z fizyki, podręcznika do fizyki i dwóch książek o stalinizmie.

## Rodzina
Żonaty z Lindą.